# Baldwin Lonsdale

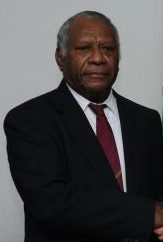
Baldwin Lonsdale (2015)

Baldwin Jacobson Lonsdale (* 21. August 1948 in Mota Lava, Vanuatu; † 17. Juni 2017 in Port Vila) war ein vanuatuischer Politiker, anglikanischer Geistlicher und vom 22. September 2014 bis zu seinem Tod Präsident des Inselstaats.

## Leben
Baldwin Lonsdale war Generalsekretär der Provinz Torba auf der Insel Mota Lava, bevor er zum Präsidenten gewählt wurde. Seine Wahl war die längste in der Geschichte des Staates, es waren acht Wahlgänge nötig, bis Lonsdale schließlich die nötige Zweidrittelmehrheit mit 46 der 58 Sitze hinter sich vereinen konnte. Am 17. Juni 2017 erlitt Lonsdale einen Herzinfarkt und starb infolgedessen am selben Tag im Krankenhaus.